# 원천초등학교 (강원)
원천초등학교는 대한민국 강원특별자치도 화천군 하남면 원천리에 있는 초등학교다.

## 학교 연혁
- 1936년 3월 28일 원천공립보통학교 인가
- 1938년 4월 1일 원천공립심상소학교 개칭
- 1941년 4월 1일 원천공립국민학교로 개칭
- 1954년 11월 17일 UN군정에서 이양 개교(원천국민학교)
- 1985년 3월 1일 병설유치원 개원
- 1992년 10월 24일 급식소 준공
- 2011년 3월 1일 두레학교 운영(원천초, 용암초, 풍산초)
- 2019년 3월 1일 제27대 박봉철 교장 부임
- 2022년 1월 6일 제69회 4명 졸업(총인원 1,727명)

## 참고 자료
- 원천초등학교 - 한국교육학술정보원 학교알리미